# 灰笛鯛
灰笛鯛，為輻鰭魚綱鱸形目鱸亞目笛鯛科的其中一種，分布於西大西洋區，從美國麻州至巴西里約熱內盧半鹹水、海域，棲息深度5-180公尺，體長可達89公分，棲息在沿海珊瑚礁、岩石底質、河口、紅樹林水域，屬肉食性，以魚類、甲殼類、頭足類、腹足類等為食，可做為食用魚、遊釣魚及觀賞魚。

## 擴展閱讀
維基物種上的相關：灰笛鯛